# Patrick Lambie
Patrick Lambie (ur. 17 października 1990 w Durbanie) – południowoafrykański rugbysta angielsko-szkockiego pochodzenia. Reprezentant kraju, uczestnik Pucharu Świata w Rugby w 2011 roku. Występuje na pozycji łącznika ataku lub obrońcy (sam zawodnik przyznaje, że gra na obu pozycjach sprawia mu podobną satysfakcję).

## Kariera klubowa
Po zakończeniu edukacji w durbańskiej Clifton Primary Schoool, uczęszczał do szkoły Michaelhouse w Balgowan w prowincji KwaZulu-Natal. Grał tam w rugby w zespole do lat 16, jednak poważna kontuzja wykluczyła go z gry na rok. Po powrocie do pełnej sprawności okazało się, że pozycja łącznika ataku, na której grał, dotychczas jest już obsadzona przez pewnie grającego Guya Cronjé, późniejszego zawodnika Natal Sharks. W związku z tym, Lambie został przekwalifikowany na obrońcę. Na poziomie juniorskim był również reprezentantem KwaZulu-Natal (2007–2008).
Kiedy ukończył Michaelhouse, Lambie wrócił do rodzinnego Durbanu, gdzie dołączył do młodzieżowego składu Natal Sharks. W pierwszym zespole zadebiutował 22 sierpnia 2009 roku w meczu przeciw Griquas. Wkrótce po tym, został powołany do składu Sharks z rozgrywek Super 14. Na debiut w tej elitarnej lidze musiał jednak poczekać do meczu z Hurricanes, który odbył się 20 marca 2010 roku. Ostatecznie w sezonie 2010 drużyna Natal Sharks wywalczyła tytuł Currie Cup, a sam Lambie zdobył w finale 25 z 35 punktów swojej drużyny.

## Kariera reprezentacyjna
Występy w zielono-złotych barwach Lambie zaczynał od reprezentacji szkolnej (SA Schools, drużyna do lat 18), w której grał w latach 2007 i 2008 (rok 2007 był pierwszym po rocznej przerwie spowodowanej przez kontuzję). W 2010 roku znalazł się w składzie drużyny do lat 20, która uczestniczyła w Mistrzostwach Świata Juniorów w Argentynie. Tam Baby Boks wywalczyli brązowe medale, a Lambie, uzyskawszy 75 punktów, został drugim najlepszym strzelcem turnieju.
W dniu, w którym wraz z Natal Sharks wywalczył Currie Cup – pomiędzy zakończeniem meczu a wręczeniem medali – Lambie dowiedział się o powołaniu do seniorskiej reprezentacji na listopadowe mecze sparingowe. Dla Springboks zadebiutował 6 listopada 2010 roku podczas wyjazdowego meczu z reprezentacją Irlandii. Tym samym został 820. debiutantem w zielono-złotych barwach, lecz pierwszym, który ukończył Michaelhouse. W swoim premierowym meczu zdobył też pierwsze punkty, kiedy w 65. minucie podwyższył przyłożenie Gio Aplona. Reprezentanci RPA zwyciężyli wówczas 23–21.
W 2011 roku znalazł się w składzie południowoafrykańskiej kadry na Puchar Świata w Rugby, który odbywał się w Nowej Zelandii. Na turnieju tym zagrał w 4 meczach Springboks

## Wyróżnienia
- Nominacja do tytułu Południowoafrykańskiego Zawodnika Roku 2011[1]

## Życie osobiste
Patrick Lambie pochodzi z rodziny szeroko związanej z rugby. Jego ojciec, Ian Lambie, był reprezentantem Szkocji, który w latach 80. wyjechał do Durbanu, by grać w drużynie Natal Rugby Union (NRU). Dziadek zawodnika ze strony matki Caz, Nic Labuschagne, był młynarzem reprezentacji Anglii i drużyny Natalu. W latach 80. kierował NRU, był także zaangażowany w organizację Pucharu Świata w Rugby w 1995 roku w Południowej Afryce. Poprzez swoją matkę, Pat jest także spokrewniony z dwoma byłymi kapitanami reprezentacji Szkocji, braćmi Peterem i Gordonem Brownem.
Patrick studiował zarządzanie środowiskiem na Uniwersytecie Południowej Afryki.